# Василий (Эссей)
Епи́скоп Васи́лий (англ. Bishop Basil, в миру Уи́льям Э́ссей, англ. William Essey; род. 26 ноября 1948, Монессен, штат Пенсильвания, США) — епископ Антиохийской православной церкви, епископ Вичитский и Средне-Американский.

## Биография
Родился в городе Монессен на юго-западе Пенсильвании 26 ноября 1948 года. Он единственный сын и старший из троих детей, рождённых Уильямом и Женевьевой Ессей. Он был крещён 17 апреля 1949 года в Греческой православной церкви Святого Спиридона в Монессене и воспитан в Антиохийской православной церкви Святого Михаила в Монессене. Был пострижен в чтеца митрополитом Нью-Йоркским Антонием (Баширом) в церкви Святого Михаила в Монессене 27 октября 1964 года.
Получил начальное и среднее образование в государственных школах Монессена. В 1970 году он получил степень бакалавра психологии в Калифорнийском государственном университете Пенсильвании в Калифорнии, штат Пенсильвания. Он поступил в Свято-Владимирскую духовную семинарию в Крествуде, штат Нью-Йорк, в 1970 году и получил степень магистра в 1973 году. С 1973 по 1975 год он служил помощником пастора в церкви Святого Георгия в Детройте, штат Мичиган, а с 1975 по 1986 год он служил директором департамента по делам молодёжи Архиепархии с офисами в главной канцелярии Антиохийской православной архиепархии Северной Америки в Энглвуде, штат Нью-Джерси.
30 сентября 1979 года был рукоположён в иподиакона и диакона митрополитом Нью-Йоркским Филиппом (Салибой) в церкви Святого Игнатия Антиохийского в Антиохийской деревне Боливар, штат Пенсильвания. 27 января 1980 года он был рукоположён в сан священника митрополитом Филиппом в церкви Святого Антония в Бергенфилде, штат Нью-Джерси. Служил помощником пастора в церкви Святого Антония в Бергенфилде, штат Нью-Джерси, и преподавателем современного византийского песнопения в Свято-Владимирской духовной семинарии с 1980 по 1986 год.
В 1986—1987 годах он проживал в Патриаршем богословском институте Святого Иоанна Дамаскина в Баламандском монастыре в районе аль-Кура на севере Ливана, где он учился, преподавал, занимался исследованиями и переводами «Литургикона»: Книга богослужений для священника и диакона, которая была опубликована издательством Северо-Американской архиепископии Антиохийского Патриархата Antakya Press в 1989 году (переиздана в 1994 году и 2010 году).
9 октября 1988 года митрополитом Филиппом был возведён в сан архимандрита в церкви Святого Георгия в Уичите, штат Канзас. С 1 июля 1987 года до своего посвящения в епископы в 1992 году он служил священником в церкви Святого Георгия в Уичито, штат Канзас. Во время его пастырства 21 апреля 1991 года был возведён, освящён и возведён в статус Кафедрального собора новый церковный храм.
На общем собрании Американской Антиохийской архиепископии был выдвинут на должность викария епархии 26 июля 1991 года и избран стать викарным епископом Анфехским на заседании Священного Синода Антиохийской Православной Церкви 14 ноября того же года.
31 мая 1992 в Георгиевском соборе в Уичите состоялась его епископская хиротония, которую совершили: митрополиты Американский Филипп (Салиба), митрополит Бейрутский Илия (Ауди), архиепископ Толедский Михаил (Шахин) и епископ Селевкийский Антоний (Хури).
С 1992 по 1995 год он проживал в канцелярии Лос-Анджелеса, а в сентябре 1995 года переехал в канцелярию Уичито.
В ноябре 2002 епископ Василий возглавил делегацию от Северо-Американской архиепископии которая встретилась в Женеве, Швейцария, с делегацией от Антиохийской Патриархии и согласовала основоположные принципы автономии архиепископии.
Он принял монашеский постриг в Малую схиму в Патриаршем ставропигиальном монастыре Святого Иоанна Крестителя в Толлсхант-Найт, Мэлдон, Эссекс, Англия, в ночь с 19 на 20 января 2003 года от рук настоятеля монастыря архимандрита Кирилла.
9 октября 2003 года Священный Синод Антиохийского Патриархата сделал Антиохийскую архиепископию Северной Америки Самоуправляемой. Епископ Василий стал епархиальным архиереем с титулом епископа Вичитского и Среднеамериканского. 15 декабря 2004 года был возведён на престол в соборе Святого Георгия в Уичито, штат Канзас.
В мае 2010 года он был избран секретарём Ассамблеи канонических православных епископов Северной и Центральной Америки.
17 октября 2022 года его прошение об уходе на покой было удовлетворено Синодом Антиохийского патриархата.